# Chrysopilus segmentatus
Chrysopilus segmentatus är en tvåvingeart som beskrevs av Enrico Adelelmo Brunetti 1909. Chrysopilus segmentatus ingår i släktet Chrysopilus och familjen snäppflugor.
Artens utbredningsområde är Nepal. Inga underarter finns listade i Catalogue of Life.